# Radu Voina
Radu Voina (29 luglio 1950) è un ex pallamanista rumeno.

## Palmarès

### Olimpiadi
- 3 medaglie:
  - 1 argento (Montréal 1976)
  - 2 bronzi (Monaco di Baviera 1972; Mosca 1980)

### Mondiali
- 1 medaglia:
  - 1 oro (Germania Est 1974)